# Коломак (Решетилівська міська громада)
Коло́мак (англ. Kolomak) — село в Україні, у Решетилівській міській громаді Полтавського району Полтавської області. Населення становить 122 особи. До 2020 орган місцевого самоврядування — Кукобівська сільська рада.

## Географія
Село Коломак розташоване на правому березі річки Вільхова Говтва, вище за течією на відстані 1,5 км розташоване село Писаренки, нижче за течією на відстані 0,5 км розташоване село Кузьменки. На відстані 0,5 км розташоване селище Покровське. Річка в цьому місці звивиста, утворює лимани, стариці та заболочені озера. Поруч з селом пролягає залізниця, станція Решетилівка та зупинний пункт 294 км (за 1,5 км) .

## Історія
12 червня 2020 року, відповідно до розпорядження Кабінету Міністрів України № 721-р «Про визначення адміністративних центрів та затвердження територій територіальних громад Полтавської області», село увійшло до складу Решетилівської міської громади.
19 липня 2020 року, в результаті адміністративно - територіальної реформи та ліквідації Решетилівського району, село увійшло до складу новоутвореного Полтавського району Полтавської області.